# Luisa Eleonora z Hohenlohe-Langenburgu
Luisa Eleonora z Hohenlohe-Langenburgu (11. srpna 1763, Langenburg – 30. dubna 1837, Meiningen) byla sňatkem s vévodou Jiřím I. sasko-meiningenskou vévodkyní a po dobu nezletilosti svého syna v letech 1803 až 1821 regentkou vévodství.

## Život
Luisa Eleonora se narodila jako dcera knížete Kristiána Albrechta z Hohenlohe-Langenburgu a jeho manželky Karolíny Stolbersko-Gedernské.
27. listopadu 1782 se v rodném Langenburgu v devatenácti letech provdala za o dva roky staršího sasko-meiningenského vévodu Jiřího I.

### Regentství
Po smrti svého manžela 24. prosince 1803 převzala za jejich syna Bernarda II. moc nad vévodstvím jako regentka. Během Napoleonských válek, které následující dekádu pustošily saské státy, vládla s energií, odvahou a dobrým smyslem.
Vévodství bylo během těchto válek nuceno připojit se k Rýnskému spolku a poskytnout mu vojáky; poté bylo vévodství zasaženo hladomorem, kterému se Luisa snažila zabránit dovozem pšenice. Navzdory skutečnosti, že francouzská a později ruská armáda pochodovala tam a zpět po celé zemi, Luisa odmítla uprchnout; zůstala se svým malým synem a dvěma dcerami uvnitř jejich hradu.
Využila každou strategii k zachování autonomie svého regentství, takže když se připojila v roce 1813 ke Spojencům, zachránila vévodství pro svého syna. Ten se stal o osm let později meiningenským vévodou.
Úpravou vévodské správy zajistila lepší řízení vévodství a v roce 1821 otevřela gymnázium Bernhardinum v Meiningenu (což už započal její manžel).
Její děti byly pečlivě vzdělávány, se svým učitelem Johannem Heinrichm Pestalozzim podnikly cestu do Itálie. Když její syn dosáhl patřičného věku, vzdala se Luisa Eleonora regentství a začala podnikat cesty do zahraničí, jednou také do Anglie, kde navštívila svou dceru Adelheid.

## Potomci
Během dvaceti let manželství Luisa Eleonora porodila čtyři děti:
- 1. Adelheid Sasko-Meiningenská (13. 8. 1792 Meiningen – 2. 12. 1849 Londýn)
  - ⚭ 1818 Vilém IV. (21. 8. 1765 Londýn – 20. 6. 1837 Windsor), král Spojeného království Velké Británie a Irska, Hannoverska od roku 1830 až do své smrti
- 2. Ida Sasko-Meiningenská (25. 6. 1794 Meiningen – 4. 4. 1852 Výmar)
  - ⚭ 1816 Bernard Sasko-Výmarsko-Eisenašský (30. 5. 1792 Výmar – 31. 7. 1862 tamtéž)
- 3. dcera (*/† 16. 10. 1796 Meiningen)
- 4. Bernard II. Sasko-Meiningenský (17. 12. 1800 Meiningen – 3. 12. 1882 tamtéž), vévoda sasko-meiningenský od roku 1803 až do své smrti (jeho matka Luisa vládla jako regentka až do jeho dospělosti v roce 1821)
  - ⚭ 1825 Marie Frederika Hesensko-Kasselská (6. 9. 1804 Kassel – 1. 1. 1888 Meiningen)